# 吉亞維爾冰川
72°37′S 31°8′E / 72.617°S 31.133°E
吉亞維爾冰川是南極洲的冰川，位於毛德皇后地，處於比利時山脈地區，由比利時的探險隊發現，以挪威的極地探險家命名。